# Puccinia umbilici
Puccinia umbilici är en svampart som beskrevs av Guépin 1830. Puccinia umbilici ingår i släktet Puccinia och familjen Pucciniaceae.   Inga underarter finns listade i Catalogue of Life.